# María Carmen Portela
María Carmen Portela (Buenos Aires, 6 de octubre de 1898 - 1983) fue una grabadora y escultora argentina que se radicó en Montevideo, Uruguay, a partir de 1944 obteniendo la ciudadanía legal.

## Biografía
Aprendió escultura en forma autodidacta y en 1929 empezó a trabajar dirigida por Agustín Riganelli. Posteriormente estudió grabado con Alfredo Guido en la Escuela Superior de Bellas Artes.

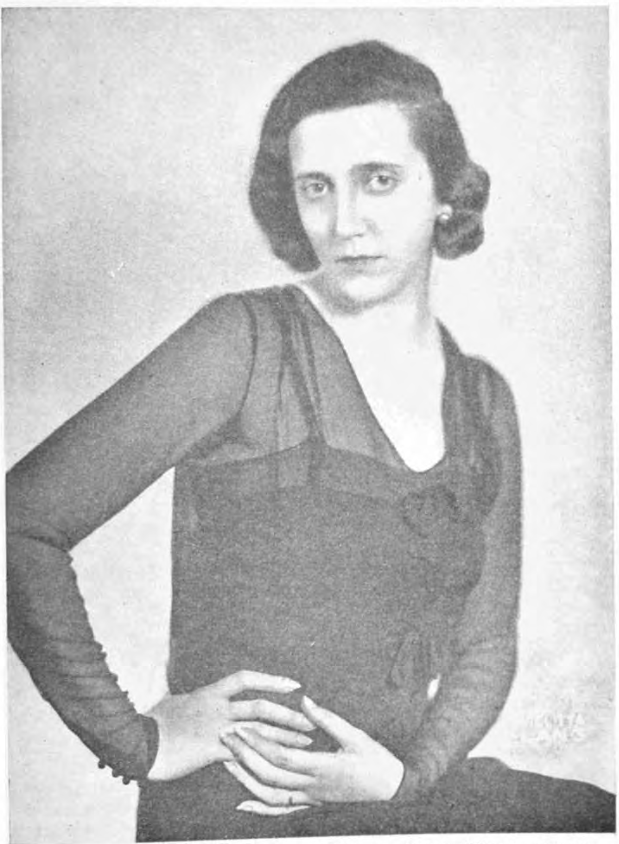
Fotografía de María Carmen Portela en 1930, cuando se iniciaba en la escultura, publicada en el Almanaque de la Mujer.

En 1939 recibió una beca para estudiar escultura y grabado en Europa, de parte de la Comisión Nacional de Cultura, la cual no pudo usufructuar a causa de la Segunda Guerra Mundial. A partir de 1944 se radicó en Uruguay en donde obtiene la ciudadanía legal. Estuvo casada con el pedagogo y escritor uruguayo Jesualdo Sosa. En grabado se especializó en la técnica de punta seca, mientras que a nivel escultórico destacaron sus retratos. Fue maestra de artistas plásticas como Carmen Garayalde.
Sus obras escultóricas pueden encontrarse en plazas públicas de Argentina y Uruguay, así como en los museos Nacional y Provincial de Bellas Artes (Buenos Aires), Nacional y Municipal de Bellas Artes (Montevideo), provinciales argentinos en Córdoba, Catamarca, Mendoza y La Plata entre otros. Asimismo sus obras también se encuentran el Museo Nacional de Praga, Museo Nacional de Arte de Bucarest y Museo de Arte de Pekín, entre otros sitios.